# Туарегское восстание (с 2012)
Война в Мали (с 2012) — вооружённый конфликт между сепаратистами-туарегами, борющимися за независимость Азавада — территории на севере Мали, где большинство составляют туареги, армией Мали и различными исламистскими группировками. 22 марта военные, поставившие в вину президенту неспособность подавить восстание туарегов, совершили государственный переворот. После военного переворота в Мали НДОА (Национальное движение за освобождение Азавада) ещё более активизировало свои действия, взяло историческую столицу Азавада Томбукту и всю территорию Малийского Азавада, объявило об одностороннем прекращении огня в связи с достижением цели освобождения Азавада и 6 апреля 2012 года провозгласило Независимое Государство Азавад. Также боевые действия против сторонников государства Азавад и малийских вооруженных сил ведут ряд исламистских группировок, таких как Ансар ад-Дин и Аль-Каида в странах исламского Магриба (АКСИМ), в 2017 году объединившиеся в Джамаат Нусрат аль-Ислам валь-Муслимин (JNIM).

## Предыстория
После неудачных восстаний 1990—1995 и 2007—2009 годов в северных районах Нигера и Мали многие туарегские повстанцы эмигрировали в Ливию, где вошли в состав ливийской армии. В результате репрессий туарегов со стороны сторонников ПНС часть служивших в ливийской армии туарегов вернулась в Северный Мали и способствовала созданию единой организации туарегов.
См. Несокрушимая свобода, Операция Западная Сахара.
Национальное движение Азавада было создано в октябре 2011 в результате слияния нескольких групп, таких как Движение туарегов Северного Мали. Движение выступает за освобождение всех народов Азавада — сонгай, арабов, фульбе и туарегов.
Джихадистские группировки стали проникать в Мали на завершающем этапе гражданской войны в Алжире в конце 1990-х — начале 2000-х годов, когда Алжирская национальная народная армия разгромила большую часть отрядов джихадистов в стране. Многие боевики, скрываясь от преследования, решили уйти на север Мали и продолжить свою борьбу там.  Скрывающиеся в Сахаре боевики со временем стали сближаться с Аль-Каидой. Так, в январе 2007 года «Салафитская группа проповеди и джихада», участвовавшая в войне в Алжире, объявила, что теперь она будет действовать под именем «Аль-Каида в странах исламского Магриба» (АКСИМ) . Помимо Мали, группировка ведет вооруженную борьбу в других странах Сахеля и, в меньшей степени, в Северной Африке. Один из видных полевых командиров АКСИМ в Мали,                     Мухтар Бельмухтар, ранее принимал участие в конфликте в Алжире. В боевых действиях принимают участие и радикализированные туареги, например, преимущественно туарегская исламистская группировка Ансар ад-Дин.

## Хронология событий

### Начало восстания
В январе 2012 НДОА подняло восстание в Малийском Азаваде. Его вооружению способствовал приток оружия, предназначенного для повстанцев в Ливии. Кроме того, повстанцы вооружены остатками оружия от предыдущих восстаний туарегов в Азаваде и даже полученным из армии Мали в результате дезертировавших арабских и туарегских военнослужащих.
В конце января 2012 НДОА объявила о том, что его бойцы сбили МиГ-21 ВВС Мали с помощью ПЗРК, поставленного НАТО сторонникам ПНС в Ливии. В январе повстанцы освободили три области Северного Мали от контроля правительства Мали и объявили о намерении добиваться независимости Азавада. 19 января 2012 года бойцы НДОА с территории Ливии атаковали Менаку, Тессалит, Ньяфунке и Аджельхок. К 1 февраля они объявили о взятии Менаки и своём контроле над рядом северных регионов Мали, а также об открытии фронта в районе населённого пункта Лере. 8 января бойцы НДОА очистили от малийских войск город Тинзауатен, центр восстания туарегов 2007—2009 годов; были захвачены две военные базы с хранящимся на них вооружением

### Освобождение Азавада
4 февраля бойцы НДОА атаковали гарнизон города Кидаль с целью захвата города и двух военных баз армии Мали на его территории. После военного переворота 22 марта в Мали НДОА ещё более активизировал свои действия.
30 марта повстанцы-туареги после 48-часового штурма взяли первый из трех северных провинциальных центров республики — город Кидаль, а на следующий день — Гао. 1 апреля настала очередь Томбукту.
6 апреля повстанцы провозгласили Независимое Государство Азавад. Исполнительный комитет НДОА обратился к международному сообществу с просьбой признать независимость Азавада.

### Исламизация восстания
Вскоре после провозглашения независимости обострились противоречия между сепаратистскими (умеренными) и исламистскими (радикальными) группировками повстанцев, а 8 июня между ними начались вооружённые столкновения. К концу июня 2012 года радикальная группировка «Ансар ад-Дин» установила контроль над городами Гао и Томбукту (ранее принадлежавших «умеренным») и приступили к разрушению древних мавзолеев и даже мечетей.
20 декабря 2012 года Совет Безопасности ООН одобрил резолюцию № 2085, которой санкционировалось развёртывание международной миссии по поддержке Мали (АФИСМА). Одной из целей миссии было названо восстановление власти правительства на севере страны. Также Совет призвал все страны оказывать поддержку «малийским силам обороны и безопасности в соответствии с их внутренними
потребностями с целью восстановить власть малийского государства на всей национальной территории».

### Битва за Кону и французская интервенция
В середине января 2013 года боевики радикальных исламистских группировок начали наступление на юг страны. 10 января они захватили населённый пункт Кона. Однако уже 11 января поступила информация о том, что правительственные войска отбили атаку исламистов и заняли Кону, чему в немалой степени способствовала активная вооруженная поддержка Франции. В боях за Кону погиб французский пилот вертолета «Газель», потери боевиков достигли ста человек.
13 января французские силы проводили бомбардировки в различных областях страны. Удары были сосредоточены по городам Лере, Дуэнца, Нампала, Гао. Были сообщения о том, что исламисты покинули многие города на севере страны после авиаударов. Сами сепаратисты назвали своё отступление тактической перегруппировкой. Несмотря на французскую интервенцию, туарегские повстанцы 14 января продолжили наступление, захватив Диабали, в 400 километрах от столицы Бамако. Министр обороны Французской республики Жан-Ив Ле Дриан заявил, что, хотя на восточном участке фронта удалось потеснить исламистов, на западе им противостоят хорошо вооружённые и обученные отряды.
15 января 30—50 (по разным данным) бронемашин французской армии выехали из столицы страны к линии фронта. 16 января франко-малийские силы вступили в бой с исламистами за город Диабали.
16 января малийские повстанцы предприняли рейд в Алжир с требованием остановить французскую интервенцию. Они называли власти Алжира предателями, так как те поддержали операцию «Сервал», проводимую Пятой республикой. Исламисты взяли в заложники более 600 человек, в том числе иностранцев, и удерживали их на газовой станции в Ин-Аменас.
17 января в Мали прибыл первый вооружённый отряд из стран Западной Африки: 40 военных из Того высадились в Бамако. Ожидается, что за ними последуют солдаты из других стран ЭКОВАС. Контингент стран Западной Африки в Мали должен составить 3300 человек.
18 января малийские военные объявили о восстановлении контроля за городом Кона. Представитель вооружённых сил Мали рассказал, что после почти 48 часового боя исламистам был нанесён большой ущерб и их удалось выбить из города. В тот же день франко-малийские войска установили контроль над городом Диабали, который 4 дня удерживали вооруженные отряды повстанцев.

### Падение Азавада
21 января министр Жан-Ив Ле Дриан объявил, что французские войска, не встретив сопротивления, вошли в Диабали. Также сообщалось об установлении контроля за городом Дуэнца.
24—25 января французская авиация наносила удары по позициям исламистов в городе Ансонго, расположенном недалеко от границы с Нигером. Сообщалось об уничтожении нескольких баз сепаратистов.
24 января от радикальной мусульманской группировки «Ансар ад-Дин» отделилось «Исламское движение Азавада». Сторонники этого движения утверждают, что не приемлют любые формы экстремизма и готовы бороться с террористами, поддержав силы международной коалиции.
25 января франко-малийские войска выбили исламистов из поселения Хомбори и продолжили наступление на город Гао на северо-востоке страны, который считается главным оплотом «Движения за единство и джихад в Западной Африке». 26 января французы захватили аэропорт, расположенный в 6 километрах от Гао. Затем французы и малийцы начали бой за город. Часть повстанцев покинула город, однако некоторые оказали вооружённое сопротивление. В этот же день наступавшим удалось очистить Гао от исламистов.
27 января французская авиация нанесла удары по лагерю боевиков в городе Кидаль. Бомбардировки затронули также дом главы «Ансар-ад-Дин» Ияда Аг Гали. Основные силы международной коалиции двинулись в сторону Томбукту. Позже стало известно, что они вошли в город. Исламисты оставили Тимбукту до прихода международных сил, но перед отступлением они подожгли Институт Ахмеда Бабы, в котором хранились 20 тысяч рукописей XIV—XVI веков. Судьба манускриптов оставалась неизвестной, пока не появились сообщения о том, что большая часть документов была вынесена из здания ещё до захвата города в апреле 2012 года.
28 января радикальные исламисты ушли из Кидаля. Власть в городе взяли представители светского «Национального движения за освобождение Азавада» и отделившегося от «Ансар ад-Дин» «Исламского движения Азавада». Эти группировки выступают за диалог с международной коалицией. В ночь на 30 января 2013 года французский контингент высадился в аэропорту Кидаля. Перед вступлением в город французы провели переговоры с движениями, контролирующими его. Таким образом, этот последний крупный город на севере Мали был, как и Тимбукту, взят без единого выстрела.
2 февраля с однодневным визитом в Мали прибыл Президент Франции Франсуа Олланд. Сначала он посетил город Севарэ, где прошла встреча с Президентом Мали Дионкундой Траоре. Затем Олланд направился в Томбукту. В ходе визита глава Французской республики призвал африканские страны к активным действиям в целях обеспечения безопасности и усмирения исламистов в Мали, а малийские власти к переговорам с отвергающими радикализм группировками.
3 февраля ВВС Франции подвергли бомбардировке местность рядом с населённым пунктом Тессалит, расположенным в 70 км от границы с Алжиром, на плоскогорье Адрар-Ифорас. Целью ударов стали тренировочные пункты и склады скрывающихся на севере Мали боевиков. 8 февраля французские и чадские войска заняли город Тессалит.

### Партизанская фаза
8 февраля произошёл первый со времени начала французской интервенции теракт. Смертник взорвал себя на посту малийской армии в ста километрах к северу от Гао. Один солдат был ранен. В этот же день малийские части провели операцию против элитных подразделений армии Мали, так называемых «красных беретов», которые остались верными свергнутому президенту Амаду Тумани Туре. «Красные береты» проживали в военном городке, недалеко от Бамако, и, как сообщают в министерстве обороны Мали, отказывались участвовать в боях с исламистами. После столкновения были пострадавшие с обеих сторон и среди гражданского населения.
10 февраля исламисты устроили ещё один теракт на том же месте, где и первый. Пострадал один человек. Ответственное за оба теракта «Движение за единство и джихад в Западной Африке» 10 февраля в воскресенье совершило атаку на Гао. Боевики смогли достичь центра города, укрепиться в жилых домах и полицейском участке. Бои шли весь день. В понедельник утром французская авиация разбомбила полицейский участок, а малийским частям пришлось проверять кварталы города.
19 февраля франко-малийские силы проводили операцию на севере страны, в гористой местности Адрар-Ифорас. В боях были ликвидированы 20 исламистов, авиация разбомбила склады с оружием. В перестрелке погиб французский сержант. Он стал вторым убитым исламистами французским солдатом в Мали с начала интервенции.
21 февраля «Движения за единство и джихад в Западной Африке» в очередной раз напало на Гао. Исламисты проникли в город в ночь со среды (20 февраля) на четверг. Они заняли мэрию и резиденцию губернатора. В четверг и пятницу малийцы и французы старались выбить противников. Были задействованы французские вертолёты. В ходе перестрелки пострадало здание суда, в котором произошёл пожар. В другой части страны, недалеко от города Кидаль, боевики той же группировки устроили теракт. Террорист-смертник подорвался в автомобиле рядом с военным лагерем, где расположились войска Франции и Чада. Ранены два мирных жителя.
23 февраля войска международной коалиции, продолжающие сражаться с исламистами на плоскогорье Адрар-Ифорас, вступили в бой с отрядами противника, в котором погибли до 65 боевиков. Также были убиты 13 солдат армии Чада, что стало самой крупной потерей иностранных сил в Мали.
Президент США Барак Обама объявил 22 февраля 2013 года о том, что около 100 американских военных уже отправлены в Нигер, соседнюю с Мали страну, для того чтобы помочь международным силам в Мали. Американский отряд должен будет установить военно-воздушную базу в столице Ниамей, откуда будет возможно осуществлять наблюдение за террористическими группами. Информацией США будут делиться с воюющими в Мали государствами.
29 апреля французский десантник погиб, взорвавшись на придорожной мине в северном Мали. Ещё два солдата ранены. Это уже шестой убитый военнослужащий французской армии в Мали.

### Урегулирование
Лоран Фабиус ещё в начале февраля заявил, что Франция не собирается оставаться в Мали на долгое время и что гарантировать единство, безопасность и суверенитет страны должны африканцы и малийцы. Он объявил о выводе французских войск, начиная с марта 2013 года. Позднее был обнародован план, согласно которому к лету 2013 года в Мали останутся 2 из 4 тысяч военнослужащих Франции. К концу года выведут ещё одну тысячу. Оставшиеся подразделения должны войти в миротворческий контингент ООН. В конце марта — начале апреля начался первый этап вывода войск. 9 апреля 100 солдат вылетели в Республику Кипр, откуда вернулись на родину.
В январе 2013 года Чад отправил в Мали 2000 воинов. Обученные вести войну в пустыне, солдаты этой республики оказали значительную помощь в борьбе с исламистами. 14 апреля 2013 года Президент Чада Идрис Деби объявил, что страна начала выводить свои войска из Мали, объяснив это тем, что главная миссия выполнена, а его армия не обучена вести партизанскую войну. Об этом решении стало известно через 2 дня после атаки смертника, который убил трёх солдат Чада в Кидале.
25 апреля 2013 года Совет Безопасности ООН принял резолюцию № 2100. Согласно ей учреждается новая миссия ООН в Мали (МИНУСМА), в которую войдут африканская миссия, основанная резолюцией № 2085 (АФИСМА), и Отделение Организации Объединенных Наций в Мали. В состав миссии должны входить 11 200 военнослужащих и 1440 полицейских. Миротворцы должны обеспечить стабильность и отражать угрозы в основных населённых пунктах Мали, помогать в проведении диалога между властями и северными территориями страны и в проведении выборов президента и депутатов парламента, содействовать в гуманитарных операциях. Также Совет Безопасности в пункте 18 уполномочил Францию использовать по просьбе Генерального секретаря ООН все необходимые средства для поддержки элементов миссии в случае серьёзной угрозы.
В июне в столице Буркина-Фасо при посредничестве президента Блеза Компаоре начались переговоры между властями Мали и повстанцами-туарегами, удерживающими город Кидаль. 18 июня было достигнуто соглашение, предусматривавшее немедленное прекращение огня, разоружение вооружённых групп, передачу Кидаля под контроль официального правительства и целостность государства (туареги перестают требовать независимости Азавада от Мали). Стороны решили создать комитет из 4 представителей армии и 4 от туарегов, который будет определять сроки выполнения договора и следить за его выполнением. В течение 60 дней после выборов должен быть начат диалог, касающийся административного и территориального устройства региона. Гарантом соглашения стало международное сообщество в составе представителя Генерального секретаря ООН, Евросоюза, ЭКОВАС, Африканского союза.

## Возобновление конфликта и новое урегулирование
В ноябре 2013 года туареги сообщили об отказе от перемирия после столкновений с правительственными силами в городе Кидаль.
18 мая 2014 года премьер-министр страны Муса Мара заявил, что страна находится в состоянии войны с повстанцами-туарегами. 23 мая 2014 года было подписано очередное соглашение о прекращении огня и перемирии между властями Мали и тремя группировками туарегов («Национальным движением за освобождение Азавада», «Верховным советом за единство Азавада» и «Арабским движением Азавада»). Этому предшествовало пять дней ожесточенных боев, в результате которых в руки повстанцев перешёл Кидаль и еще несколько населенных пунктов на севере Мали. В результате столкновений армейские подразделения понесли большие потери. 24 июля 2014 года представители властей Мали и шести туарегских движений («Национального движения за освобождение Азавада», «Верховного совета за единство Азавада», «Арабского движения Азавада», «Координационной структуры за народ Азавада», «Координационной структуры патриотических движений и сил сопротивления») подписали в Алжире соглашение о прекращении вражды и договорились освободить захваченных в ходе конфликта лиц. 20 июня 2015 года высокопоставленный представитель «Арабского движения Азавад» Сиди Брахим Сидати от имени Координационного совета коалиции «Национального движения за освобождение Азавада» подписал мирное соглашение с правительством Мали об урегулировании вооруженного противостояния.

## Гуманитарные последствия
В мае 2012 года «Международная амнистия» опубликовала доклад, в котором состояние прав человека на севере страны было признано худшим с 1960 года. Организация заявила о насилии, незаконных задержаниях, внесудебных казнях и использовании детей в качестве солдат как со стороны туарегов, так и со стороны исламистов. Также были сообщения о том, что исламисты наложили запрет на игру в футбол, западную музыку, курение и развлекательные учреждения.
Исламисты также разрушили несколько исторических памятников, называя их идолопоклонническими, особенно в городе Тимбукту, внесённом в список объектов всемирного наследия. 4 мая 2012 года боевики из «Ансар-ад-Дин» разрушили гробницу суфийского святого в Тимбукту. В июне-июле нападения на исторические памятники продолжались. В ответ на нарушения прав человека и угрозу мировому наследию Международный уголовный суд начал расследование действий членов вооружённых группировок.
Туареги и арабы, живущие на юге Мали, подвергались нападениям со стороны чернокожих малийцев.
Французская интервенция обострила гуманитарную ситуацию на севере Мали. Всего из-за беззакония исламистов и вооружённой борьбы с сепаратистами около 230 тысяч человек (на январь 2013) были вынуждены покинуть свои дома.
19 января 2013 «Хьюман Райтс Вотч» сообщила об убийствах и других нарушениях прав человека со стороны малийской армии в городе Нионо. Насилие затронуло туарегов и арабов, которые ассоциируются с сепаратистами на севере.
23 января Международная федерация за права человека обвинила малийскую армию в нарушении прав человека. Организация сообщает, что солдаты без суда расстреливали людей в городе Севаре, «грабили и запугивали» туарегов, проживающих в Бамако. Федерация призвала к независимому расследованию преступлений.
В конце января исламисты покинули город Тимбукту из-за бомбардировок. Раньше они обеспечивали жителей водой и топливом для генераторов, а после их ухода город лишился и воды, и электричества. Отступая из Тимбукту, исламисты разрушили телефонные вышки, что прервало телефонное сообщение с внешним миром.